# Кашер, Леони
Леони Кашер (нем. Leonie Kascher; 27 октября 1890, Варшава — 30 апреля 1957, Москва) — деятель швейцарского социал-демократического движения, участница Учредительного конгресса Коминтерна.

## Биография
Родилась в 1890 году в Варшаве; вместе с семьёй эмигрировала из Польши в Швейцарию. Училась в Цюрихском университете.
Вступила в социалистическое движение Швейцарии, принадлежала к его левому крылу, активным деятелем которого был Якоб Герцог (глава группы Forderung). Несколько раз подвергалась арестам. После высылки из Швейцарии в 1918 году эмигрировала в Советскую Россию, куда приехала незадолго перед открытием Первого конгресса Коминтерна (март 1919 года).
По предложению В. Ленина участвовала в Первом конгрессе Коминтерна в качестве делегата с совещательным голосом. В ходе обсуждений сделала доклад о коммунистическом движении в Швейцарии.
В 1921 году вернулась в Швейцарию; заметной роли ни в коммунистическом движении этой страны, ни в деятельности Коминтерна не играла.
Впоследствии — в СССР. Подвергалась арестам в 1938 и 1951 годах.
Умерла в Москве в 1957 году.